# أنتوني (تكساس)
أنتوني (بالإنجليزية: Anthony town, Texas) هي بلدة تقع بولاية تكساس في الولايات المتحدة. تبلغ مساحتها 16.74 كم2، وترتفع عن سطح البحر 1160 م، بلغ عدد سكانها 5,011 نسمة في عام 2010 حسب إحصاء مكتب تعداد الولايات المتحدة وتصل الكثافة السكانية فيها 299.3 نسمة لكل كيلومتر مربع (775.2/ميل2).

## التركيبة السكانية
حدّد مكتب تعداد الولايات المتحدة بيانات التركيبة السكانية لأنتوني في تعداد الولايات المتحدة. في ما يلي، التركيبة السكانية حسب تعدادي 2000 و2010.

### تعداد عام 2000
بلغ عدد سكان أنتوني 3,850 نسمة بحسب تعداد عام 2000، وبلغ عدد الأسر 684 أسرة وعدد العائلات 578 عائلة مقيمة في البلدة. في حين سجلت الكثافة السكانية 230 نسمة لكل كيلومتر مربع (595.7/ميل2). وبلغ عدد الوحدات السكنية 722 وحدة بمتوسط كثافة قدره 43.1 لكل كيلومتر مربع (111.6/ميل2).
وتوزع التركيب العرقي للبلدة بنسبة 77.79% من البيض و3.87% من الأمريكيين الأفارقة و1.32% من الأمريكيين الأصليين و0.21% من الأمريكيين ذوي الأصول الآسيوية و0.03% من سكان جزر المحيط الهادئ و14.81% من الأعراق الأخرى و1.97% من عرقين مختلطين أو أكثر و82.78% من الهسبانيون أو اللاتينيون من أي عرق.
بلغ عدد الأسر 684 أسرة كانت نسبة 57.6% منها لديها أطفال تحت سن الثامنة عشر تعيش معهم، وبلغت نسبة الأزواج القاطنين مع بعضهم البعض 64.2% من أصل المجموع الكلي للأسر، ونسبة 15.6% من الأسر كان لديها معيلات من الإناث دون وجود شريك، بينما كانت نسبة 4.7% من الأسر لديها معيلون من الذكور دون وجود شريكة وكانت نسبة 15.5% من غير العائلات. تألفت نسبة 14.8% من أصل جميع الأسر من عدة أفراد يعيشون في نفس المنزل ونسبة 9.2% كانت تتألف من شخص يعيش بمفرده يبلغ من العمر 65 عاماً أو أكثر. وبلغ متوسط حجم الأسرة المعيشية 3.47، أما متوسط حجم العائلات فبلغ 3.84.
بلغ العمر الوسطي للسكان 32.5 عاماً. وكانت نسبة 20.7% من القاطنين تحت سن الثامنة عشر، وكانت نسبة 6.8% بين الثامنة عشر والرابعة والعشرين عاماً، ونسبة 16.5% كانت واقعةً في الفئة العمرية ما بين الخامسة والعشرين والرابعة والأربعين عاماً، ونسبة 11.4% كانت ما بين الخامسة والأربعين والرابعة والستين، ونسبة 6.3% كانت ضمن فئة الخامسة والستين عاماً فما فوق. يوجد لكل 100 أنثى 94.7 ذكر، ويوجد لكل 100 أنثى في الثامنة عشر من عمرها فما فوق 90.1 ذكر.
بلغ متوسط دخل الأسرة في البلدة 26,295 دولارًا، أما متوسط دخل العائلة فبلغ 28,295 دولارًا. وكان متوسط دخل الذكور 21,667 دولارًا مقابل 17,273 دولارًا للإناث. وسجل دخل الفرد الخاص بالبلدة 11,568 دولارًا. وكانت نسبة 22.7% من العائلات ونسبة 25.9% من السكان تحت خط الفقر، وكان من هؤلاء نسبة 34.4% تحت سن الثامنة عشر ونسبة 29.6% في الخامسة والستين من العمر وما فوق.

### تعداد عام 2010
بلغ عدد سكان أنتوني 5,011 نسمة بحسب تعداد عام 2010، وبلغ عدد الأسر 945 أسرة وعدد العائلات 778 عائلة مقيمة في البلدة. في حين سجلت الكثافة السكانية 299.3 نسمة لكل كيلومتر مربع (775.2/ميل2). وبلغ عدد الوحدات السكنية 1,007 وحدة بمتوسط كثافة قدره 60.2 لكل كيلومتر مربع (155.9/ميل2).
وتوزع التركيب العرقي للبلدة بنسبة 72.04% من البيض و9.18% من الأمريكيين الأفارقة و2.33% من الأمريكيين الأصليين و0.94% من الأمريكيين ذوي الأصول الآسيوية و0.22% من سكان جزر المحيط الهادئ و12.39% من الأعراق الأخرى و2.89% من عرقين مختلطين أو أكثر و69.41% من الهسبانيون أو اللاتينيون من أي عرق.
بلغ عدد الأسر 945 أسرة كانت نسبة 50.9% منها لديها أطفال تحت سن الثامنة عشر تعيش معهم، وبلغت نسبة الأزواج القاطنين مع بعضهم البعض 54.4% من أصل المجموع الكلي للأسر، ونسبة 20.8% من الأسر كان لديها معيلات من الإناث دون وجود شريك، بينما كانت نسبة 7.1% من الأسر لديها معيلون من الذكور دون وجود شريكة وكانت نسبة 17.7% من غير العائلات. تألفت نسبة 14.7% من أصل جميع الأسر من عدة أفراد يعيشون في نفس المنزل ونسبة 7.9% كانت تتألف من شخص يعيش بمفرده يبلغ من العمر 65 عاماً أو أكثر. وبلغ متوسط حجم الأسرة المعيشية 3.22، أما متوسط حجم العائلات فبلغ 3.57.
بلغ العمر الوسطي للسكان 34.8 عاماً. وكانت نسبة 19.9% من القاطنين تحت سن الثامنة عشر، وكانت نسبة 9.2% بين الثامنة عشر والرابعة والعشرين عاماً، ونسبة 40.5% كانت واقعةً في الفئة العمرية ما بين الخامسة والعشرين والرابعة والأربعين عاماً، ونسبة 23.6% كانت ما بين الخامسة والأربعين والرابعة والستين، ونسبة 6.8% كانت ضمن فئة الخامسة والستين عاماً فما فوق. وتوزع التركيب الجنسي للسكان بنسبة 67.9% ذكور و32.1% إناث.

## وصلات خارجية
- الموقع الرسمي